# 흰점어깨수리
흰점어깨수리(Booted eagle)는 주로 중규모의 맹금류로, 구북구와 남아시아에 널리 분포하며, 아프리카와 아시아의 열대지방에서 월동하며, 아프리카의 남서쪽에는 작은 분리된 번식체를 가지고 있다. 모든 수리류와 마찬가지로, 수리과에 속한다.

## 묘사

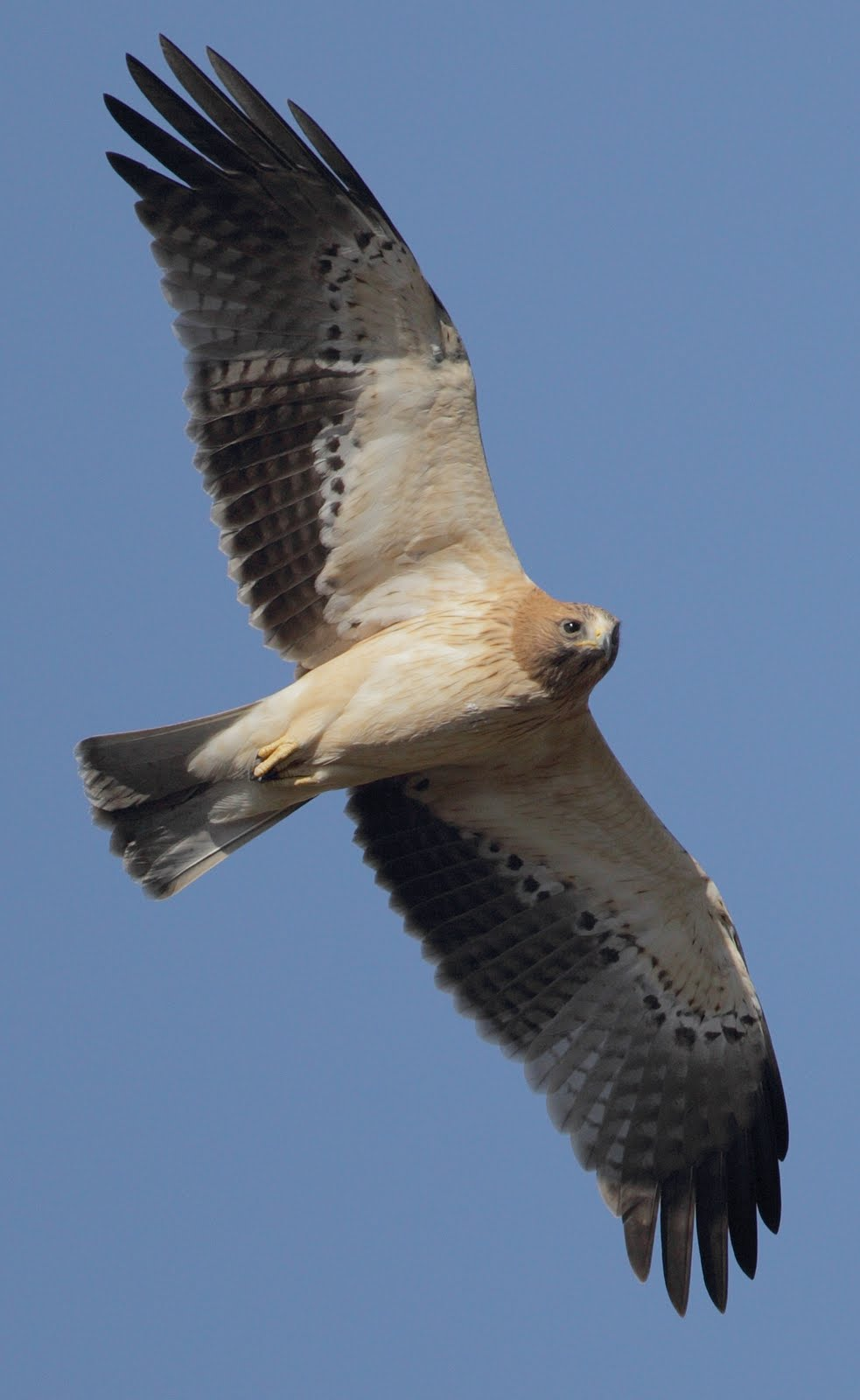
아래쪽에서 밝은 형태

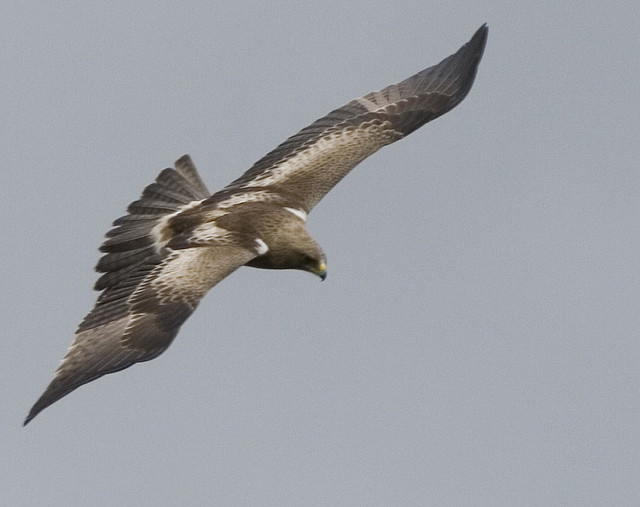
날개에 "착륙등"이라고 하는 흰색 표시 표시 표시

흰점어깨수리는 작은 수리과로, 크기는 일반적인 말똥가리와 비슷하지만 모양은 더 수리과처럼 생겼다. 수컷은 몸무게가 약 510~770g까지 자라며, 암컷은 약 840~1,025g, 길이는 40cm, 날개 길이는 110~132cm이다. 비교적 뚜렷한 두 가지 깃털 형태가 있다. 창백한 새들은 주로 밝은 회색이고 머리와 비행 깃털이 더 어두운 편이다. 다른 형태는 짙은 회색 비행 깃털이 있는 중간 갈색 깃털을 가지고 있다. 다형성을 조사한 연구에서 이러한 별개의 색깔 형태가 창백한 대립유전자가 지배적인 멘델의 유전 패턴을 따른다는 것이 발견되었다. 남아프리카 공화국의 경우, 개체의 20%가 어두운 색깔의 형태이다. 흰점어깨수리는 일반적으로 한 쌍으로 보이거나 혼자 있는 개체로 보인다. 그러나, 이번 연구에서는 어두운 형태가 러시아와 같은 동부 개체군에서 훨씬 더 흔하다는 것을 발견했다.

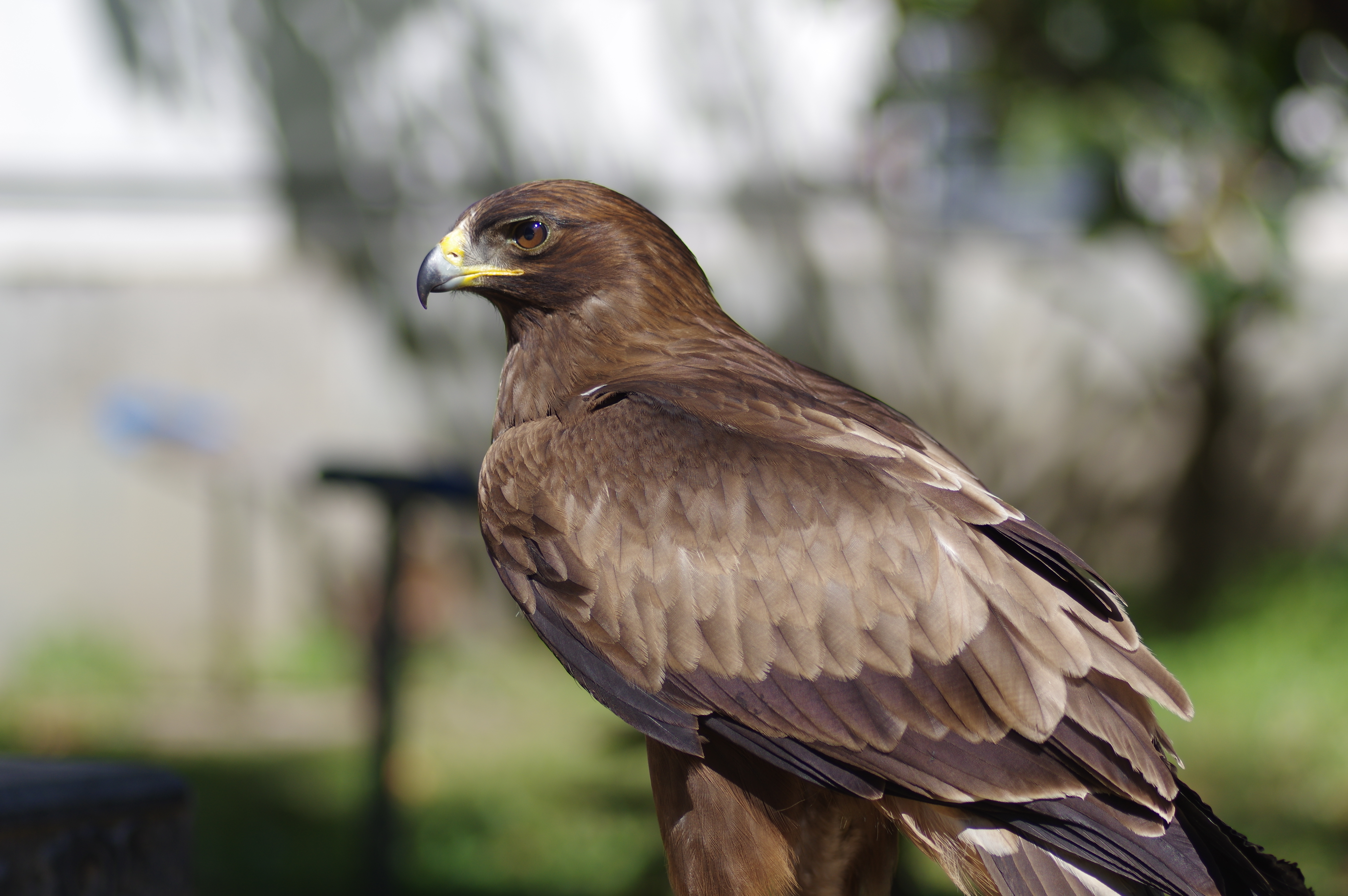
흰점어깨수리

## 분포 및 서식지
흰점어깨수리는 북반구와 남반구 모두의 많은 다른 지역에서 번식을 한다. 여기에는 남유럽, 북아프리카와 아시아 전역, 그리고 또한 서쪽 남아프리카 공화국과 나미비아가 포함된다. 북부의 개체군은 11월부터 2월까지 사하라 이남 아프리카와 남아시아에서 이동성 생활을 하고, 작은 남부 아프리카 개체군은 앉아 있다. 이것은 숲이 우거지고, 일부 개방된 지역이 있는 종종 언덕이 있는 시골의 한 종이다. 바위가 많고 부서진 지역에서 번식하지만, 이주민들은 울창한 숲 이외의 거의 모든 유형의 서식지를 사용한다. 구북구 번식 개체군의 새들은 침엽수 또는 낙엽수림 숲에 둥지를 틀고, 종종 나무에 둥지를 튼 경향이 있다.

### 남아프리카 개체수
남아프리카에는 세 그룹의 흰점어깨수리가 있을 수 있다고 믿어진다. 남아프리카 공화국의 남서쪽 케이프 지역에서 번식하는 개체군이 8월 초에 도착하고 9월에 알을 낳고 다음 해 3월에 떠난다는 증거가 있다. 이 새들은 약 4월부터 7월까지 북쪽으로 이주하며, 일부는 나미비아에서 월동할 가능성이 있다. 북 나미비아의 작은 번식 개체군도 관찰되었다. 세 번째 그룹은 여름에 유라시아와 북아프리카에서 남쪽으로 이주하는 것으로 생각되는 비 번식 개체군이지만 이에 대한 경험적인 증거는 문서화되지 않았다. 이 흰점어깨수리 개체군은 북극 지역의 개체군과 아특이적으로 구별되지 않다.
남아프리카 공화국에서, 흰점어깨수리들은 언덕이 많고 탁 트인 풍경에서도 발견되며, 북반구의 동종과는 대조적으로, 일반적으로 협곡과 협곡에 있는 바위 절벽에서 엄격하게 번식한다. 그러나 남아프리카 공화국에서 유포비아와 같은 나무에 둥지를 튼 새들의 증거가 발견되었다. 이 새는 핀보스와 카루의 낮은 키의 관목 지대에서 가장 흔하며, 더 구체적으로는 두 생물군 사이의 이형대에서 발견된다.

## 행동 및 생태
흰점어깨수리는 일반적으로 비교적 낮은 높이에서 날아오르기 때문에 눈에 띈다. 그러나 어두운 형태는 다른 지역 중간 크기의 맹금류와 혼동될 수 있다. 남아프리카 공화국의 경우 전체 개체의 20%가 어두운 색 형태이다.

### 사냥 및 먹이
흰점어깨수리는 일반적으로 날개를 접고 발을 뻗은 채로 빠르게 구부려 날개 위에서 사냥한다. 작은 포유류, 파충류 그리고 새들을 사냥한다. 남아프리카 공화국에서는 새들이 가장 흔한 먹이라는 것이 주목을 받아왔다. 개구리들이 흰점어깨수리의 식단의 중요한 부분을 차지한다고 제안되었지만, 남아프리카 공화국의 개체수에서는 관찰되지 않았다. 남아프리카 공화국의 남서쪽에서 행해진 연구들은 그들이 새, 도마뱀, 그리고 설치류를 먹는 것을 관찰했다.

### 번식
흰점어깨수리는 나무나 바위틈에 녹색 잎이 늘어서 있는 막대기로 만든 둥지에서 1~2개의 알을 낳거나 솔개나 왜가리 같은 사용하지 않는 다른 큰 새의 둥지를 대신한다. 암컷은 약 45일 동안 알을 낳고 부화한 후 수컷이 둥지와 먹이를 지키는 동안 수컷이 모든 먹이를 제공한다. 병아리는 70~75일 후에 부화한다. 흰점어깨수리는 일부일처제이고 정교한 비행 시연의 구애 의식을 수행한다.

#### 남아프리카
남아프리카 공화국 케이프 지역에서 번식하는 흰점어깨수리 개체군은 보통 8월에 도착한 직후에 번식한다. 번식 쌍은 절벽 가장자리에 둥지를 틀는데, 이는 이 개체군이 구북구 흰점어깨수리와 다른 방법 중 하나이다. 이 개체군의 부화 기간은 약 40일이고 둥지를 틀는 기간은 약 2개월인 것으로 관찰되었다. 남아프리카 공화국에서 수행된 한 연구에서 이 종의 전형적인 흰점어깨수리가 평균 높이 60m의 절벽에 둥지를 튼다는 것이 발견되었다. 클러치 크기도 기존의 증거에 따르면 쌍은 일반적으로 두 마리의 병아리를 성공적으로 키웠기 때문에, 구북구 개체군과 비슷했다. 알은 일반적으로 눈에 띄는 흰색이며 때때로 붉은 반점이 있다. 알의 크기는 구북구 개체군의 크기와 일치한다. 남아프리카 공화국의 흰점어깨수리 둥지는 또한 구북구 개체군보다 덜 단단해 보인다.

#### 북아프리카
유럽의 겨울 동안에 흰점어깨수리 개체군은 북아프리카 일부 지역으로 이동하여 그곳에서 번식한다. 알제리에서 수행된 한 연구에 따르면 이 새들은 보통 33일에서 38일 동안 알을 품는다. 67.6%는 더 북쪽과 남쪽의 개체군과 마찬가지로 클러치는 두 개의 알로 구성될 가능성이 가장 높다.

## 보존 및 위협
이 맹금류 종에 대한 연구는 매우 부족하다. 남아프리카의 개체군은 비교적 최근인 1980년대에 발견되었으며, 아마도 변화하는 기후 및 환경 조건 때문에 이동했음을 시사한다. 인간의 토지 이용의 변화가 이 새들의 이동 패턴 변화를 주도했을 수 있다. 또한 이 종은 둥지를 튼 장소의 멀리 떨어져 있고 개별적인 특성 때문에 남아프리카에서 간과되어 온 것으로 생각된다. 이것은 이 종의 생태와 보존 상태를 완전히 이해하기 위한 추가 연구의 필요성을 강조한다.